# 約翰·山登
約翰·傑拉德·山登（John Gerard Senden，1971年4月20日—）是澳大利亞的一位職業高爾夫球運動員。出生在昆士蘭的布里斯班。在1992年轉為職業球手。2002年開始，他開始在美國參加PGA巡迴賽的賽事。

## 外部連結
- 約翰·山登在歐洲巡迴賽官方網站
- 約翰·山登在PGA巡迴賽的官方網站
- 約翰·山登在男子高爾夫世界排名的官方網站